# Susan Montgomery
Pour les articles homonymes, voir Montgomery.
M. Susan Montgomery (née le 2 avril 1943 à Lansing, Michigan) est une éminente mathématicienne américaine dont les sujets de recherche actuels concernent les algèbres non commutatives (en) : en particulier, les algèbres de Hopf, leur structure et leurs représentations, et leurs actions sur d'autres algèbres. Ses premières recherches portaient sur les actions de groupe sur les anneaux.

## Formation
Montgomery a obtenu son bachelor en 1965 de l'université du Michigan et son doctorat en mathématiques de l'université de Chicago en 1969 sous la supervision de Israel Nathan Herstein avec une thèse intitulée « The Lie Structure of Simple Rings With Involution of Characteristic 2 ». 

## Carrière
Après avoir reçu son doctorat de Chicago, Montgomery a passé un an à la faculté de l'université DePaul. Montgomery rejoint la faculté de l'université de Californie du Sud (USC) en 1970 et elle est promue au rang de professeur en 1982. Elle a été présidente du Département de mathématiques de l'USC de 1996 à 1999. Montgomery a passé des congés sabbatiques à l'université hébraïque de Jérusalem (1973), à l'université de Chicago (1977), à l'université de Leeds (1977, 1981), à l'université du Wisconsin à Madison (1985), à l'université Louis-et-Maximilien de Munich (1996), à l'université de Californie à San Diego (1985), à l'université de Nouvelle-Galles du Sud (1988), à l'Institut Mittag-Leffler (2004) et au Mathematical Sciences Research Institute (1985, 1993, 1999–2000). 
Montgomery a écrit une centaine d'articles de recherche et plusieurs livres, dont Hopf algebras and their actions on rings qui est le plus cité de ses travaux. Ce livre comprend une discussion sur la théorie de Hopf-Galois, un domaine auquel Montgomery a contribué de manière significative, et une introduction à la théorie des groupes quantiques. 

## Prix et distinctions
Montgomery a reçu une bourse de la Fondation Guggenheim en 1984 et un prix Albert S. Raubenheimer de l'université de Californie du Sud pour professeurs exceptionnels en 1987. 
Elle a prononcé un discours invité à l'American Mathematical Society (AMS) lors des congrès conjoints de mathématiques (en) en 1984. En 1995, elle a prononcé un discours invité à la réunion conjointe de l'AMS-Israel Math Union à Jérusalem. En 2009, elle a donné une conférence plénière lors de la réunion d'été de la Société mathématique du Canada. Elle a également donné de nombreuses conférences lors de réunions et d'universités à travers le monde. 
Montgomery a été conférencier principal à la Conference on Hopf Algebras du Conference Board of the Mathematical Sciences (CBMS) en 1992. Sa monographie du CBMS Hopf Algebras and their Actions on Rings est très citée. Elle a écrit un autre livre et a édité cinq collections d'articles de recherche. 
Elle a été rédactrice en chef du Journal of Algebra pendant plus de 20 ans. Elle a également été rédactrice pour les revues Proceedings of the American Mathematical Society, AMS Mathematical Surveys and Monographs et Advances in Mathematics et siège actuellement au comité de rédaction d' Algebras and Representation Theory et d' Algebra and Number Theory.  
Montgomery a été très active au sein de l'American Mathematical Society, siégeant au conseil d'administration de 1986 à 1996. Elle a également siégé au Conseil, au Comité des politiques sur les publications et au Comité des candidatures. En 2013, elle a été élue pour un mandat de 3 ans en tant que vice-présidente de l'American Mathematical Society . Elle a également été membre du conseil d'administration du Conseil national de recherches du Canada sur les sciences mathématiques et leurs applications (BMSA), et a siégé pendant un an au comité exécutif. 
Montgomery est active au sein de l'Association for Women in Mathematics depuis 35 ans. Elle a été membre du comité exécutif de 1975 à 1976. Elle a siégé au comité des candidatures en 1982 (en tant que présidente) et de nouveau en 2009. En 2011, elle a été sélectionnée pour donner la conférence Noether de l'Association for Women in Mathematics,.  
En 2012, elle a été sélectionnée Fellow de l'American Mathematical Society, et Fellow de l'Association américaine pour l'avancement des sciences (AAAS),.

## Publications
- M. Susan Montgomery: The Lie Structure of Simple Rings with Involution of Characteristic 2. Thèse (Ph. D.), Université de Chicago, 1969
- Susan Montgomery, Elizabeth W. Ralston [et a.] (éd): Selected papers on algebra (= The Raymond W. Brink selected mathematical papers, vol 3). The Mathematical Association of America, [Washington DC] 1977,  (ISBN 0-88385-203-9)
- Susan Montgomery: Fixed rings of finite automorphism groups of associative rings (= Lecture notes in mathematics, Band 818). Springer-Verlag, Berlin [et a.] 1980,  (ISBN 3-540-10232-9), doi:10.1007/BFb0091561
- Susan Montgomery (éd): Group actions on rings [Proceedings AMS-IMS-SIAM Joint Summer Research Conference] (= Contemporary mathematics, vol 43). American Mathematical Society, Providence 1985,  (ISBN 0-8218-5046-6), Nachdruck: 1990
- Susan Montgomery, Lance W. Small (éd): Noncommutative rings (= Mathematical Sciences Research Institute publications, Band 24). Springer-Verlag, Berlin [et a.] 1992,  (ISBN 3-540-97704-X)
- Susan Montgomery: Hopf algebras and their actions on rings (= Regional Conference Series in Mathematics, vol 82). American Mathematical Society, Providence 1993,  (ISBN 0-8218-0738-2); rééd : 1995, 2003, 2009
- Jeffrey Bergen, Susan Montgomery (éd): Advances in Hopf algebras (= Lecture Notes in Pure and Applied Mathematics, vol 158). Marcel Dekker, New York [et a.] 1994,  (ISBN 0-8247-9065-0)
- Susan Montgomery, Hans-Jürgen Schneider (éd): New Directions in Hopf Algebras (= Mathematical Sciences Research Institute Publications, vol 43). Cambridge University Press, Cambridge [et a.] 2002,  (ISBN 0-521-81512-6).